# Verdal
Verdal es un municipio de la provincia de Trøndelag en la región de Trøndelag, Noruega. A 1 de enero de 2018 tenía una población estimada de 14 943 habitantes.
Se encuentra ubicado en la parte central del país, cerca del lago Snåsa y del río Namsen (uno de los ríos europeos más ricos en salmón).